# Krinc
Krinc (románul: Crinț) egy, állandó lakossággal már nem rendelkező település Romániában, Szeben megyében. Közigazgatásilag Szelistye városhoz tartozik.

## Fekvése
Szeben megye nyugati részén helyezkedik el, Szelistyétől délnyugatra, a Szebeni-havasok közt.

## Története
Krinc az 1960-as évekig Szelistye részét képezte, ekkor vált önálló településsé.
Habár az 1966-os népszámlálás idején még 39, román nemzetiségű lakosa volt, a lakosság száma már ekkor rohamosan csökkenni kezdett. 1992-ben már csak 1 fő lakta a települést, 2002-ben pedig már nem volt állandó lakosa.